# 杀人科
《BURN-UP》是1991年由動畫國際公司製作的日本原创动画系列，共有兩部OVA《BURN-UP》、《BURN-UP W》和兩部電視動畫《BURN-UP EXCESS》、《BURN-UP SCRAMBLE》。